# Хабсбургска окупация на Сърбия (1686 – 1691)
Хабсбургска окупация на Сърбия се случва в периода между 1686 и 1691 като част от Голямата турска война (1683-99). Територията на сегашна Сърбия (която де юре е Османска територия) е окупирана от Хабсбургите.

## История
Хабсбургската окупация на територията на сегашна Сърбия започва през 1686 г. със завладяването на североизточната част на Бачка. По това време териториите са оспорвани между Кралство Унгария и Османската империя. През 1688 г. Хабсбургите контролират западната част на сегашна Войводина, а също и някои райони в южната част на течението на реките Сава и Дунав. През 1690 г. територията под контрол на Хабсбургите включва голяма част от сегашна Сърбия. Белград е превзет след петседмична обсада през 1688 г. Османците установяват контрол над града през 1690 г. 
Оттеглянето на Хабсбургите от територията на сегашна Сърбия върви паралелно с Великите сръбски миграции в рамките на Хабсбургската монархия.
То е последвано от Карловицкия договор от 1699 г. (подписан в Сремски Карловци в съвременна Северна Сърбия), според който сръбският народ и територията на сегашна Сърбия са разделени между Османската империя и Хабсбургите. Според договора, по-голямата част от територията на сегашна Сърбия остава в пределите на Османската империя, докато в областта Бачка и част от региона Срем са предадени на Хабсбургската монархия.
Допълнителни част от територията на сегашна Сърбия са поставени под управление на Хабсбургите (военно управление) след 1718 г., когато е създадено васално сръбско кралство. 

## Хабсбургски военачалници
Хабсбургските военачалници на територията на днешна Сърбия са:
- Лудвиг Вилхелм фон Баден (6 септември 1689 до 24 септември 1689)
- Йохан Норберт Пиколомини (от 24 септември 1689 до декември 1689)
- Георг Кристиан фон Брауншвайг (до излизане от южната част на сегашна Сърбия на 10 септември 1691)